# 長谷川泰一
長谷川 泰一（はせがわ たいいち、1903年8月2日 - 1989年7月14日）は、日本の柔道家（講道館九段）。
愛知県名古屋市出身。中京大学名誉教授。愛知県柔道連盟の副会長（1976年4月-1981年3月）、名古屋柔道協会の副会長（1968年4月-1982年3月、顧問から復活）、名誉会長（1982年4月-1989年7月（没年））を務める。勲五等瑞宝章受章（1978年10月）。娘婿には、愛知県柔道連盟五代会長で、全日本柔道連盟顧問を務めた大矢喜久雄（講道館九段）がいる。

## 研究・著書
論文
- （竹内外夫、大滝忠夫、鈴木輝雄、長谷川優と共著）「柔道競技の勝敗に関する研究（第3報）」『武道学研究』1972年
- （竹内外夫、大滝忠夫、鈴木輝雄、長谷川優と共著）「柔道競技の勝敗に関する研究（第4報）」『武道学研究』1973年
- 「現代文化と柔道の位置への考察」『中京体育学論叢』、1969年

著書
- 『柔道精解』私家版、1928年
- 『柔道教程』私家版、1938年
- （富田英雄と共編著）『中央日本柔道界の展望』富田英雄、1938年
- （大林功と共述）『柔道教程』私家版、1940年
- 磯貝一（述） 長谷川泰一 （編）『わが七十年を語る』赤心同盟会東海支部、1940年
- （大林功と共述）『柔道教程』赤心同盟会東海支部、1942年
- 『緑なす風雪：柔道小説』中央書林、1949年
- 『東海柔道高段者名鑑』私家版、1958年
- 『柔道一代十段磯貝一伝』日本時報社、1958年
- 『柔道指針』私家版、1965年
- 『柔道に生涯を賭けて：栗原民雄九段の足跡』京都府柔道連盟、1978年

映画原作
- 「残月講道館」大映（東京撮影所）、1957年4月16日公開